# Haven van Bronka

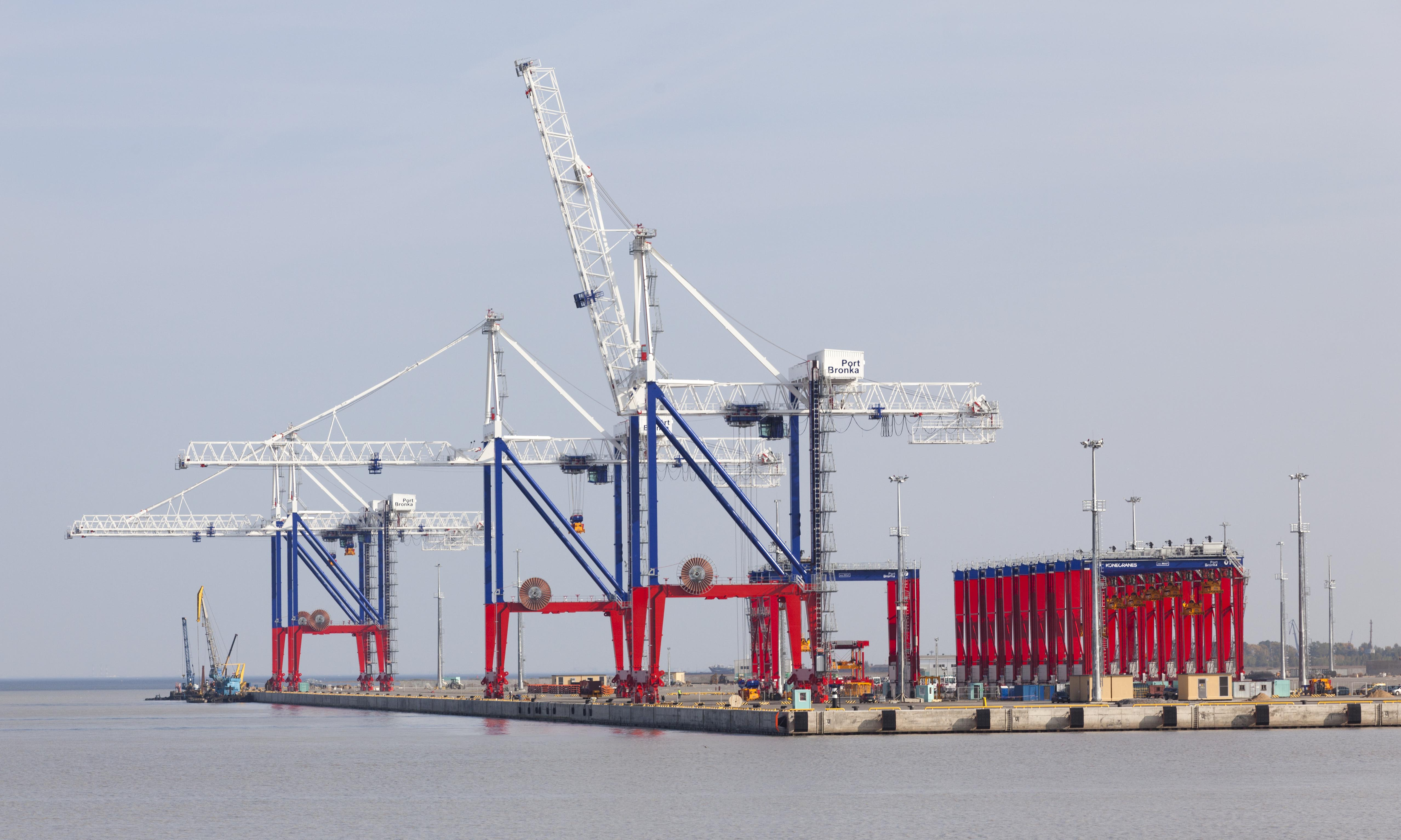

De Haven van Bronka is sinds 2015 een nieuwe haven bij Sint-Petersburg. Ze ligt direct ten oosten van de nieuwe Sint-Petersburgdam aan de zuidkust van de Nevabaai. De haven moet het toenemende zeetransport van containers van en naar Noordwest-Rusland verwerken.

## Beschrijving
Met de aanleg van de haven werd in 2013 een start gemaakt. Volgens de plannen zou de derde en laatste fase in 2022 afgerond moeten zijn. De haven werd in drie stadia aangelegd waarbij de haven de behoefte aan los- en laadcapaciteit volgde.

### Fase 1
In de eerste fase werd een containerhaven aangelegd met een capaciteit van 1,5 miljoen standaardcontainers per jaar. Hiervoor wordt een terrein opgespoten van 107 hectare. De kade van de terminal biedt plaats aan vijf zeeschepen en zou in 2015 volledig in gebruik komen. In juni 2013 kreeg Boskalis de baggeropdracht. Met behulp van sleephopperzuigers zou een totaal volume van maximaal 3 miljoen m3 zand worden gebaggerd en gebruikt om circa 85 hectare aan nieuw land voor de haventerminal te winnen. De contractwaarde bedroeg circa 25 miljoen euro en het project zou naar verwachting nog in 2013 worden afgerond.

### Fase 2
Dit terrein van 42 hectare kwam, als enige van de drie terreinen, ten westen van de dam te liggen. Het is een logistiek centrum waar ruimte is om containers te lossen, te laden en goederen te behandelen. Nadat dit terrein in 2017 operationeel werd, kwam de totale capaciteit van fase 1 en fase 2 uit op 1,9 miljoen containers op jaarbasis.

### Fase 3
Deze terminal kwam direct ten westen van en tegen de Sint-Petersburgdam te liggen. Het kreeg ligplaatsen voor zeven schepen en een capaciteit van 3 miljoen containers op jaarbasis. Het terrein kreegeen oppervlakte van 103 hectare en zou in 2022 in gebruik genomen worden.
Als alle terminals operationeel zijn heeft de haven een overslagcapaciteit van 49 miljoen ton op jaarbasis. Naast containers is er ook nog een beperkte ruimte voor roro-lading en de aanvoer van nieuwe auto’s.

## Toegangskanaal
Na het passeren van de schepen van de dam komen de schepen vanuit de Oostzee in de Nevabaai. Om de terminals van de Bronka-haven te bereiken moesten nieuwe kanalen worden gebaggerd. Het toegangskanaal kreeg een lengte van bijna 6,5 kilometer en 185 meter breedte. De zeebodem kwam in het kanaal 14,4 meter diep te liggen. Boskalis kreeg in september 2013 een tweede opdracht en mocht het toegangskanaal uitbaggeren; een opdracht met een waarde van ongeveer 130 miljoen euro.
De containers worden op land vervoerd door vrachtwagens en treinen. De haventerminals kregen een aansluiting op het Russische spoornetwerk.